# Андрюшинское водохранилище
Андрюшинское водохранилище  — водохранилище в городском округе Карпинск Свердловской области. Введено в эксплуатацию в 1990 году, предназначалось для резервного водоснабжения Богословского алюминиевого завода в городе Краснотурьинске и эксплуатируется в каскаде с Краснотурьинским водохранилищем.

## Общая характеристика
Плотина расположена в 80 км от устья реки Турья. 
Водоём длиной до 12 км вытянут с северо-запада на юго-восток между горами: на западе это горы Симка в верховьях и Юртыш у плотины, на востоке вершины, не имеющие названий. Впадают реки Симка (справа) в верховьях, и Андрюшинская (справа) в низовьях. Несколько выше границы подпора водохранилища в Турью впадает также река Княспинский Исток (слева). В центральной части водохранилище пересекает дамба, по которой проходит автодорога от Валенторского медного карьера. Берега покрыты смешанным лесом с преобладанием хвойного. Северный и западный берега водоема частично заболочены, болота носят название протекающих там рек: Истоковское болото, Симское болото и Андрюшинское болото.

## Морфометрия
Площадь водосбора 430 км², площадь водной поверхности 11,6 км², нормальный подпорный уровень 211 м, полный объём 67,0 млн.м³, полезный объём 61,5 млн.м³, Максимальная высота плотины 20 метров, отметка гребня плотины 215 метров, длина 1000 метров. 

## Ихтиофауна
В Андрюшинском водохранилище водится щука, окунь, плотва, лещ, ёрш, линь, карп и карась.

## Данные водного реестра
По данным государственного водного реестра России, Андрюшинское водохранилище относится к Иртышскому бассейновому округу. Речной бассейн — Иртыш, речной подбассейн — Тобол, водохозяйственный участок Сосьва от истока до водомерного поста д. Морозково.
Код объекта в государственном водном реестре — 14010502421499000000010.